# Huyện Natore
Natore là một huyện thuộc division Rajshahi, Bangladesh. Huyện này có diện tích 1896 km², dân số năm 2002 là 1521359 người, mật độ dân số là 802 người/km².